# Pîrohovîci, Ivankiv
Pîrohovîci (în ucraineană Пироговичі) este un sat în comuna Prîbirsk din raionul Ivankiv, regiunea Kiev, Ucraina.

## Demografie
Componența lingvistică a localității Pîrohovîci
     Ucraineană (97,66%)
     Rusă (2,34%)
Conform recensământului din 2001, majoritatea populației localității Pîrohovîci era vorbitoare de ucraineană (97,66%), existând în minoritate și vorbitori de rusă (2,34%).